# 陳順勝
陳順勝（1944年—），台灣神經科、精神科、與職業醫學科專科醫師，曾擔任高雄醫學院神經科教授與主任、高雄長庚醫院神經內科系主任、與榮譽副院長等職。並為陳水扁保外就醫照護小組的主治醫師。研究專長包括肌肉疾病、神經行為、塑化劑、重金屬等環境毒物，以及庫賈氏症。同時也致力於台灣原住民醫療關懷、台灣醫學史研究，和反對美國牛肉進口台灣等工作。

## 生平
陳順勝於1944年，出於於台灣屏東縣林邊鄉。年少時以仰慕診所醫師之女，激勵自己學醫。屏東中學畢業後，1963年先考上成大數學系，一年後重考進入高雄醫學院，唯兒女情事已事過境遷昇華為對弱勢病人之關懷。1971年畢業後進入臺灣省立高雄療養院（今高雄市立凱旋醫院），由住院醫師任至總醫師與主治醫師。1977年轉任高雄醫學大學神經學科講師，1980年，陳順勝一面在高醫神經精神科看診與教學，同時在英國倫敦大學神經學研究所研究員進修。1983年升職高雄醫學院副教授與神經科主任，1985年至美國紐約，在蒙特費爾醫學中心（Montefiore Medical Center）擔任研究員。1988年自高雄醫學大學醫學研究所博士班畢業，1990年升任教授。
1996年，英國發現食用過狂牛症牛肉而感染新型庫賈氏症的患者，台灣衛生署為此成立諮詢委員會，由陳順勝主持。2000年後他轉入高雄長庚醫院，先後擔任神經內科系主任、醫學教育委員會主席、副院長、名譽副院長等職。
2014年，因涉及龍潭購地案而收押於台中監獄的前中華民國總統陳水扁，經醫療小組評估宜保外就醫。其通過保外就醫的報告即由陳順勝看診、執筆。次年1月6日醫療照顧團隊組成，共有22名高雄長庚醫院與高雄醫學院各科醫師入列，陳順勝也在其中，並擔任副召集人及主治醫師。2016年，因對於台灣本土環境毒理神經醫學科學的投入，以及原住民醫療、台灣醫學史等方面的貢獻，獲得該年度台灣醫療典範獎。

## 研究專長
陳順勝專長於神經醫學、精神醫學、與環境職業醫學，特別是肌肉疾病、神經行為、重金屬鉛、鋁、鍺對神經的危害；塑化劑對腦神經、肌肉神經及肌纖維發育的影響。為台灣疾病管制署建立庫賈氏病通報系統與流行病學研究。
1995年起，陳順勝投入原住民醫療。先由自身每週支援高雄原民部落起，兩年後發動高醫主治醫師共同參與。1999年台灣健保署推動「全民健康保險山地離島地區醫療給付效益提升計畫（Integrated Delivery System , IDS）」。高醫的IDS便於2001年由此一團隊轉型而成。
陳順勝也創立台灣醫學史學會，定期舉辦展覽、教育活動，促進台灣醫學史和醫學人文的研究與教育。